# Partito Comunista del Nepal (Mashal)
Il Partito Comunista del Nepal (Mashal), conosciuto anche semplicemente come Mashal, è un partito comunista nepalese, attualmente guidato dallo storico dirigente maoista Moham Bikran Singh.

## Storia

### Il "primo" partito
Il PCN (Mashal) venne fondato nel 1983 da parte di militanti comunisti espulsi dal Partito Comunista del Nepal (Quarta Assemblea), fra cui Singh stesso, che divenne segretario generale. Ad un certo punto, ritiratosi in clandestinità in India, Singh lasciò la carica a Ram Singh Shris. Il Mashal assumeva il marxismo-leninismo-pensiero di Mao Zedong come propria linea guida.
Nel 1984, il Mashal fu tra i partiti fondatori del Movimento Internazionalista Rivoluzionario, ma ne fu successivamente espulso per la critica opposta alle posizioni "deviazioniste di destra e trotskiste del Partito Comunista Rivoluzionario, USA.
Nel 1985, una fazione più radicale guidata da Mohan Vaidya formò un partito parallelo.
Il Mashal partecipò alle lotte popolari contro la monarchia e si unì al Movimento Popolare Nazionale Unito, in disaccordo con la linea del Fronte Unito della Sinistra. Nel MPNU il Mashal ebbe modo di lavorare a stretto contatto con altri partiti maoisti, di cui M.B. Singh auspicava l'unificazione. A livello internazionale, il Mashal prese parte alla Conferenza Internazionale dei Partiti e delle Organizzazioni Marxisti-Leninisti.
Nel 2001, il Mashal si unì al Partito Comunista del Nepal (Centro d'Unità), formando il Partito Comunista del Nepal (Centro d'Unità-Mashal).
Nel 2006, dopo la sconfitta della monarchia, il PCN (CU-M) si divise fra chi voleva partecipare al governo di coalizione e chi invece sosteneva che i comunisti dovessero restare all'opposizione; quest'ultima fazione era guidata da Singh.
In marzo, la fazione di Singh tenne un "7º Congresso straordinario", fondando il Partito Comunista del Nepal (Mashal) (2006) e rielesse Singh segretario generale. Il PCN (CU-M) rimase invece sotto il controllo di Narayan Kaji Shrestha.
Attualmente, il Mashal ha promosso un fronte unito di organizzazioni progressiste, il Rastriya Janamorcha (Fronte Popolare Nazionale), che ha preso parte al governo di coalizione nepalese e alle elezioni dell'Assemblea Costituente, ottenendo 4 seggi. Ha sviluppati strette relazioni con il Partito Comunista dell'India (marxista-leninista) guidato da Kanu Sanyal, con il quale condivide il progetto di unità dei comunisti.

## Segretari generali
- Moham Bikran Singh (1983-19??)
- Ram Singh Shris (19??-2001)

## Congressi nazionali
- I Congresso nazionale, 1983
- VII Congresso nazionale straordinario, marzo 2006